# Línia 2 del metro de Madrid
La Línia 2 del metro de Madrid és una línia de ferrocarril metropolità de la xarxa del metro de Madrid. Aquesta línia connecta les estacions de Las Rosas i Cuatro Caminos.